# سيف الدين عزيزي
سيف الدين عزيزي (بالصينية: 赛福鼎·艾则孜) (بالصينية: 賽福鼎·艾則孜، وبالأويغورية: سەيپى دى ن ئەزى زى) (12 مارس 1915 ـ 24 نوفمبر 2003) هو سياسي شيوعي صيني، كان أول رئيس لمنطقة سنجان الأويغورية المتمتعة بالحكم الذاتي في جمهورية الصين الشعبية بين عامي 1955 و1978.